# Берти, Джан Никола
Джан Никола Берти (итал. Gian Nicola Berti; род. 9 августа 1960, Сан-Марино, Сан-Марино) — спортсмен, тренер и политический деятель Сан-Марино, капитан-регент Сан-Марино с 1 апреля по 1 октября 2016 года.

## Биография
Джан Никола Берти родился в августе 1960 года в столице Сан-Марино. Является по профессии нотариусом и адвокатом.
С детских лет увлёкся стендовой стрельбой. Выступал на многих международных соревнованиях. Представлял свою страну на Олимпийских играх в Сеуле в 1988 году, где занял 33-е место. В 1987 году он стал чемпионом по стендовой стрельбе на играх малых государств Европы и вице-чемпионом Средиземноморских игр. Участвовал в чемпионатах мира (1994, 1995), Европы (1994, 1996, 2000), этапах Кубка мира. Далее он перешёл на тренерскую работу. Среди его подопечных есть призёры Средиземноморских игр и игр малых государств Европы.
В марте 2016 года, от движения «Мы — санмаринцы», он был избран на пост капитан-регента совместно с Массимо Андреа Уголини на срок с 1 апреля до 1 октября 2016 года.

## Семья
Он является братом режиссёра и бывшего капитан-регента Сан-Марино Марии Луизы Берти. Их отец Джан Луиджи Берти (1930—2014) также занимал пост капитан-регента Сан-Марино в 1993—1994 годах. Сын Джан Николы Джан Марко Берти — призёр Олимпийских игр 2020 года в стендовой стрельбе. Его двоюродный брат Пьетро Берти занимал пост капитан-регента страны в 1998—1999 годах.